# Dows Dunham
Dows Dunham (né à Irvington, État de New York, le 1er juin 1890, mort à Boston (Massachusetts) le 10 janvier 1984) est un égyptologue-archéologue américain.

## Biographie
Dows Dunham a étudié l'histoire de l'art à l'université de Harvard de 1909 à 1913. Il suivit l'enseignement de George Andrew Reisner, qui lui offrit un poste et qui fit de lui l'un de ses principaux assistants. Depuis 1914, Dunham a fait partie de nombreuses expéditions en Égypte et au Soudan, travaillant principalement dans l'équipe de Reisner. À Gizeh, il a par exemple travaillé dans la tombe d'Hétep-Hérès Ire et était responsable de la documentation précise de ses découvertes.
Il a fouillé les tombes royales du pays de Koush au Soudan. Selon Dunham et Reisner, la plus méridionale pyramide (Ku.8) appartient au roi Kashta et vraisemblablement à son épouse Pebatjma, et la tombe Ku.9 appartient au roi Alara, mais il n'existe aucune trace écrite des noms associés à ces tombes.

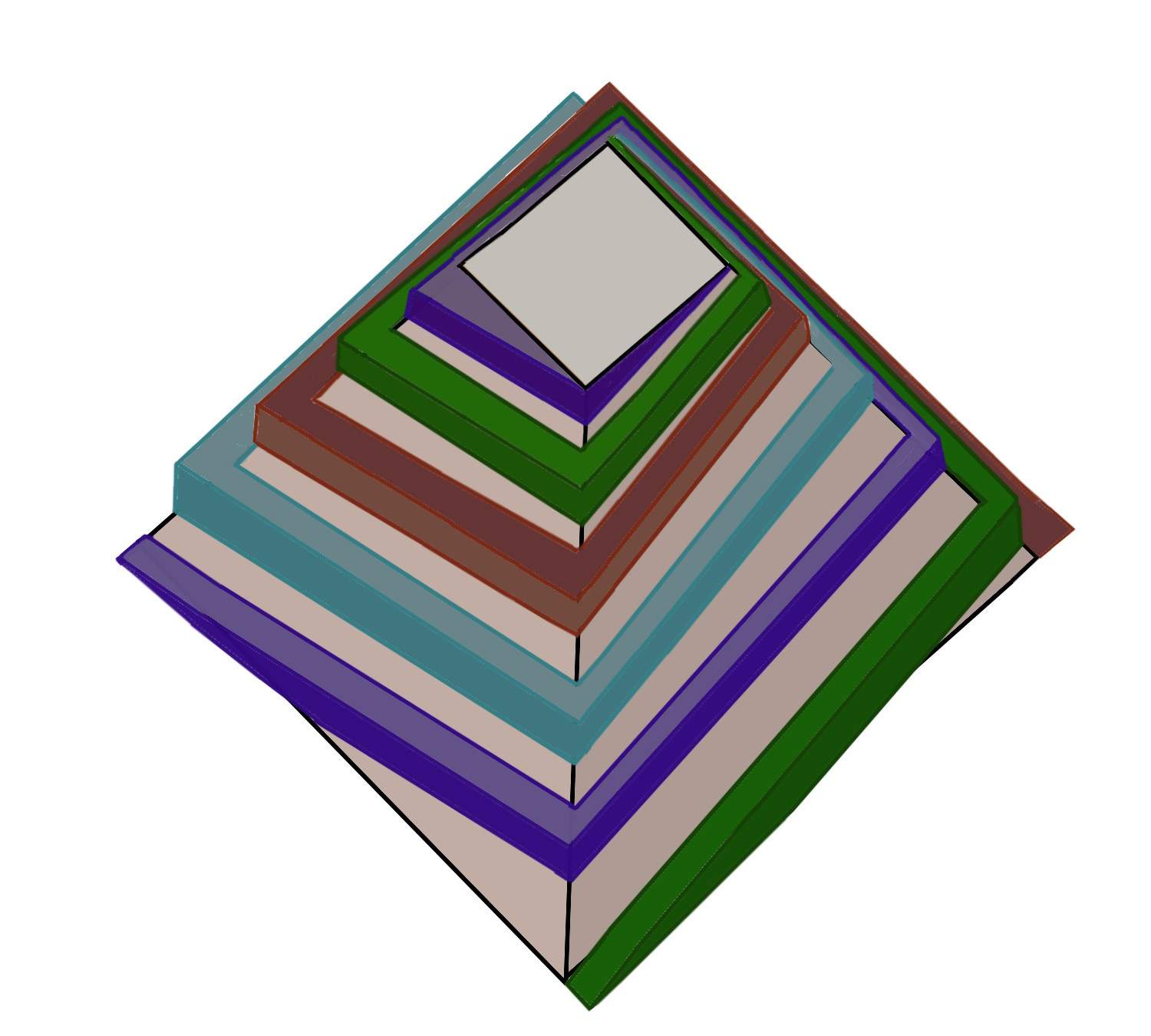
Modèle de rampe de Dows Dunham

Il a été conservateur au département égyptien du Museum of Fine Arts de Boston jusqu'en 1956 et, après sa retraite, a publié une grande partie des fouilles de George Andrew Reisner, dont les documents de fouilles sont conservés au Museum of Fine Arts.
En 1956, il publia une méthode de construction de la pyramide de Khéops. Sur chacun des quatre côtés de la pyramide, une rampe distincte commence au coin gauche, qui repose sur la pyramide à degrés intérieure et serpente vers le haut dans le sens inverse des aiguilles d'une montre. Walter Vose du Massachusetts Institute of Technology a fourni des conseils d'ingénierie pratiques sur le projet. Mark Lehner a écrit dans son livre: « Cette forme de rampe nécessiterait beaucoup moins de matériel que la rampe extérieure droite ».
En 1954, il a été élu à l'American Academy of Arts and Sciences.

## Distinction
En 1979, il a reçu la médaille d'or de l'Institut archéologique américain : « Gold Medal Award for Distinguished Archaeological Achievement »,.

## Publications
- Dows Dunham, El Kurru, Harvard University Press, 1950 (OCLC 150812729, lire en ligne).
- Dows Dunham, The Royal Cemeteries of Kush, vol. V, 1963.
- Dows Dunham et M. F. Laming Macadam, « Names and Relationships of the Royal Family of Napata », The Journal of Egyptian Archaeology, vol. 35,‎ décembre 1949, p. 139–149.